# 新切爾尼吉夫西克
48°11′10″N 35°42′12″E / 48.18611°N 35.70333°E
新切爾尼吉夫西克（烏克蘭語：Новочернігівське），是烏克蘭的村落，位於該國中部第聶伯羅彼得羅夫斯克州，由錫涅利尼科沃區負責管轄，處於中捷爾薩河右岸，距離帕爾季扎尼1公里，海拔高度139米，2001年人口162。